# Mario del Monaco
Mario del Monaco (Firenca, 27. srpnja 1915. – Mestre, 16. listopada 1982.) bio je talijanski operni pjevač, tenor dramskoga faha i jedan od najslavnijih tenora sredine 20. stoljeća. Najpoznatiji je bio po najdražoj mu ulozi Otella u istoimenoj operi Giuseppea Verdija, koju je otpjevao čak 427 puta.
Prvi je put nastupio na badnjak 1940. godine kao Pinkerton u Puccinijevoj operi Madama Butterfly. Zajedno s tenorima Giuseppeom Di Stefanom i Francom Corellijem bio je slavljen kao pjevačka zvijezda 1950-ih godina. Često je nastupao s legendarnom talijanskom sopranisticom Renatom Tebaldi: bili su jedan od vodećih opernih parova svoga doba. 
Mario del Monaco povukao se s operne scene 1975. godine. Umro je 1982. godine i pokopan je u svom kostimu Otella.

## Vanjske poveznice

### Sestrinski projekti
|  | Zajednički poslužitelj ima još gradiva o temi Mario del Monaco |

### Mrežna mjesta
- Mario del Monaco, službene mrežne stranice (tal.)
- LZMK / Hrvatska enciklopedija: Del Monaco, Mario
- LZMK / Proleksis enciklopedija: Del Monaco, Mario
- Mario del Monaco na Discogsu
- Mario del Monaco na AllMusicu